# Classic Loire-Atlantique 2015
De 16e editie van de wielerwedstrijd Classic Loire-Atlantique werd gehouden op 21 maart 2015. De start en finish vonden plaats in La Haie-Fouassière. De wedstrijd maakte deel uit van de UCI Europe Tour 2015, in de categorie 1.1. De Fransman Alexis Gougeard wist de wedstrijd voor de tweede keer op rij te winnen.

## Deelnemende ploegen
| WorldTour        | ProContinentaal              | Continentaal            |
| ---------------- | ---------------------------- | ----------------------- |
| AG2R La Mondiale | Bretagne-Séché Environnement | Armée de Terre          |
| FDJ              | Cofidis                      | Auber 93                |
|                  | Europcar                     | Marseille 13 KTM        |
|                  | Androni Giocattoli           | Roubaix Lille Métropole |
|                  | Caja Rural-Seguros RGA       | Murias Taldea           |
|                  | Cult Energy                  | Veranclassic-Ekoi       |
|                  | Topsport Vlaanderen-Baloise  | Wallonie-Bruxelles      |
|                  | Wanty-Groupe Gobert          |                         |

## Uitslag
| Plaats  | Naam                | Ploeg                        | Tijd     |
| ------- | ------------------- | ---------------------------- | -------- |
| Winnaar | Alexis Gougeard     | AG2R La Mondiale             | 4u27'24" |
| 2       | Marco Marcato       | Wanty-Groupe Gobert          | + 3"     |
| 3       | Anthony Delaplace   | Bretagne-Séché Environnement | z.t.     |
| 4       | Omar Fraile         | Caja Rural-Seguros RGA       | + 8"     |
| 5       | Julien El Fares     | Marseille 13 KTM             | + 24"    |
| 6       | Maxime Renault      | Auber 93                     | z.t.     |
| 7       | Timothy Dupont      | Roubaix Lille Métropole      | z.t.     |
| 8       | Sébastien Delfosse  | Wallonie-Bruxelles           | z.t.     |
| 9       | Romain Combaud      | Armée de Terre               | z.t.     |
| 10      | Kévin Reza          | FDJ                          | z.t.     |
| 11      | Hugo Houle          | AG2R La Mondiale             | z.t.     |
| 12      | Bryan Nauleau       | Europcar                     | z.t.     |
| 13      | Alexandre Pichot    | Europcar                     | + 1'07"  |
| 14      | Angélo Tulik        | Europcar                     | z.t.     |
| 15      | Julien Loubet       | Marseille 13 KTM             | + 1'25"  |
| 16      | Rudy Barbier        | Roubaix Lille Métropole      | z.t.     |
| 17      | Baptiste Planckaert | Roubaix Lille Métropole      | z.t.     |
| 18      | Gediminas Bagdonas  | AG2R La Mondiale             | z.t.     |
| 19      | Marc Sarreau        | FDJ                          | z.t.     |
| 20      | Jean-Marc Bideau    | Bretagne-Séché Environnement | z.t.     |

2000 · 2001 · 2002 · 2003 · 2004 · 2005 · 2006 · 2007 · 2008 · 2009 · 2010 · 2011 · 2012 · 2013 · 2014 · 2015 · 2016 · 2017 · 2018 · 2019 · 2020 · 2021 · 2022 · 2023 · 2024
Etappewedstrijden

 Ster van Bessèges · 
 Ronde van de Algarve · 
 Ruta del Sol · 
 Ronde van de Haut-Var · 
 Driedaagse van West-Vlaanderen · 
 Internationale Wielerweek · 
 Internationaal Wegcriterium · 
 Driedaagse van De Panne-Koksijde · 
 Ronde van de Sarthe · 
 Ronde van Castilië en León · 
 Ronde van Trentino · 
 Ronde van Kroatië · 
 Ronde van Turkije · 
 Ronde van Yorkshire · 
 Ronde van Asturië · 
 Vierdaagse van Duinkerke · 
 Ronde van Azerbeidzjan · 
 Ronde van Madrid · 
 Ronde van Beieren · 
 Ronde van Picardië · 
 Ronde van Noorwegen · 
 World Ports Classic · 
 Tour des Fjords · 
 Ronde van Estland · 
 Ronde van België · 
 Ronde van Luxemburg · 
 Boucles de la Mayenne · 
 Ster ZLM Toer · 
 Ronde van Slovenië · 
 Route du Sud · 
 Sibiu Cycling Tour · 
 Ronde van Oostenrijk · 
 Ronde van Wallonië · 
 Ronde van Portugal · 
 Ronde van Burgos · 
 Ronde van Denemarken · 
 Ronde van de Ain · 
 Ronde van Tsjechië · 
 Arctic Race of Norway · 
 Ronde van de Limousin · 
 Ronde van Poitou-Charentes · 
 Ronde van Groot-Brittannië · 
 Ronde van Gévaudan Languedoc-Roussillon · 
 Eurométropole Tour
Eendaagse wedstrijden

 Trofeo Santanyí-Ses Salines-Campos · 
 Trofeo Andratx-Mirador d'Es Colomer · 
 Trofeo Serra de Tramuntana · 
 Trofeo Playa de Palma-Palma · 
 GP La Marseillaise · 
 Grote Prijs van de Etruskische Kust · 
 Ronde van Murcia · 
 Clásica de Almería · 
 Trofeo Laigueglia · 
 Omloop Het Nieuwsblad · 
 Classic Sud Ardèche · 
 GP Lugano · 
 La Drôme Classic · 
 Kuurne-Brussel-Kuurne · 
 Le Samyn · 
 Strade Bianche · 
 Ronde van Drenthe · 
 Dwars door Drenthe · 
 Nokere Koerse · 
 GP Nobili Rubinetterie · 
 Handzame Classic · 
 Ronde van Zeeland Seaports · 
 Classic Loire-Atlantique · 
 Grote Prijs van Cholet-Pays de Loire · 
 Dwars door Vlaanderen · 
 Classica Corsica · 
 Route Adélie de Vitré · 
 Grote Prijs Miguel Indurain · 
 Volta Limburg Classic · 
 Ronde van La Rioja · 
 Parijs-Camembert · 
 Scheldeprijs · 
 Klasika Primavera · 
 Brabantse Pijl · 
 GP Denain · 
 Ronde van de Finistère · 
 Tro Bro Léon · 
 La Roue Tourangelle · 
 Ronde van de Apennijnen · 
 Grote Prijs van de Somme · 
 Grote Prijs van Plumelec · 
 ProRace Berlin · 
 Boucles de l'Aulne · 
 GP Kanton Aargau · 
 Ronde van Keulen · 
 Ronde van Limburg · 
 Velothon Wales · 
 Halle-Ingooigem · 
 Trofeo Matteotti · 
 GP Cerami · 
 GP Industria & Artigianato-Larciano · 
 Prueba Villafranca de Ordizia · 
 Ronde van Toscane · 
 Circuito de Getxo · 
 Polynormande · 
 RideLondon Classic · 
 GP Stad Zottegem · 
 Arnhem-Veenendaal Classic · 
 GP Jef Scherens · 
 Druivenkoers Overijse · 
 Schaal Sels · 
 Brussels Cycling Classic · 
 GP Fourmies · 
 Velothon Stockholm · 
 Ronde van de Doubs · 
 Coppa Bernocchi · 
 Coppa Agostoni · 
 GP van Wallonië · 
 Kampioenschap van Vlaanderen · 
 Memorial Marco Pantani · 
 Grote Prijs Impanis-Van Petegem · 
 GP van Isbergues · 
 GP Industria & Commercio di Prato · 
 Omloop van het Houtland · 
 Duo Normand · 
 Ronde van de Drie Valleien · 
 Milaan-Turijn · 
 Ronde van Piemonte · 
 Ronde van het Münsterland · 
 Ronde van de Vendée · 
 Memorial Frank Vandenbroucke · 
 Coppa Sabatini · 
 Parijs-Bourges · 
 Ronde van Emilia · 
 GP Beghelli · 
 Parijs-Tours · 
 Nationale Sluitingsprijs · 
 Chrono des Nations